# Copa del Carib de futbol
La Copa del Carib de futbol fou la principal competició de seleccions entre els membres de la Caribbean Football Union. Es disputava des de 1989 i era classificatori de la Copa d'Or de la CONCACAF. Reemplaçà el Campionat de la CFU, competició que es jugà entre 1978 i 1988. L'edició de 2017 fou la darrera disputada, en favor de la nova competició Lliga de les Nacions de la CONCACAF. Des de la seva creació va ser patrocinat per l'empresa Shell.
Resum del campionats de la CONCACAF:
| Amèrica del Nord                                     | Amèrica Central i Carib                    | Amèrica Central i Carib                                              |
| ---------------------------------------------------- | ------------------------------------------ | -------------------------------------------------------------------- |
| Campionat de la NAFC (1947-1949)                     | Campionat de la CCCF (1941-1961)           | Campionat de la CCCF (1941-1961)                                     |
| Campionat de la CONCACAF (1963-1971)                 |                                            |                                                                      |
| Fase de Classificació de la Copa del Món (1973-1989) |                                            |                                                                      |
| Copa d'Or de la CONCACAF (1991-avui)                 |                                            |                                                                      |
| Amèrica del Nord                                     | Amèrica Central                            | Carib                                                                |
| Campionat de la NAFU (1990-1991)                     | Copa Centreamericana de futbol (1991-2017) | Campionat de la CFU (1978-1988) Copa del Carib de futbol (1989-2017) |
| Lliga de Nacions de la CONCACAF (2019-avui)          |                                            |                                                                      |
| Tota Amèrica                                         |                                            |                                                                      |
| Campionat Panamericà de futbol (1952-1960)           |                                            |                                                                      |

## Historial
Font:
| Any                       | Seu                                     | Final                                             | Final                                             | Final                                             | Tercer lloc                            | Tercer lloc                            | Tercer lloc                            |                     |                     |
| Any                       | Seu                                     | Campió                                            | Resultat                                          | Finalista                                         | Tercer                                 | Resultat                               | Quart                                  |                     |                     |
| Shell Caribbean Cup       | Shell Caribbean Cup                     | Shell Caribbean Cup                               | Shell Caribbean Cup                               | Shell Caribbean Cup                               | Shell Caribbean Cup                    | Shell Caribbean Cup                    | Shell Caribbean Cup                    | Shell Caribbean Cup | Shell Caribbean Cup |
| ------------------------- | --------------------------------------- | ------------------------------------------------- | ------------------------------------------------- | ------------------------------------------------- | -------------------------------------- | -------------------------------------- | -------------------------------------- | ------------------- | ------------------- |
| 1989                      | Barbados                                | · Trinitat i Tobago                               | 2-1                                               | · Grenada                                         | · Guadalupe                            | n/a                                    | · Antilles Neerlandeses                |                     |                     |
| 1990                      | Trinitat i Tobago                       | no finalitzat · ( Trinitat i Tobago vs Martinica) | no finalitzat · ( Trinitat i Tobago vs Martinica) | no finalitzat · ( Trinitat i Tobago vs Martinica) | no finalitzat · ( Jamaica vs Barbados) | no finalitzat · ( Jamaica vs Barbados) | no finalitzat · ( Jamaica vs Barbados) |                     |                     |
| 1991                      | Jamaica                                 | · Jamaica                                         | 2-0                                               | · Trinitat i Tobago                               | · Saint Lucia                          | 4-1                                    | · Guyana                               |                     |                     |
| 1992                      | Trinitat i Tobago                       | · Trinitat i Tobago                               | 3-1                                               | · Jamaica                                         | · Martinica                            | 1-1 (5-3 pen.)                         | · Cuba                                 |                     |                     |
| 1993                      | Jamaica                                 | · Martinica                                       | 0-0 (6-5 pen.)                                    | · Jamaica                                         | · Trinitat i Tobago                    | 3-2                                    | · Saint Kitts i Nevis                  |                     |                     |
| 1994                      | Trinitat i Tobago                       | · Trinitat i Tobago                               | 7-2                                               | · Martinica                                       | · Guadalupe                            | 2-0                                    | · Surinam                              |                     |                     |
| 1995                      | Illes Caiman · Jamaica                  | · Trinitat i Tobago                               | 5-0                                               | · Saint Vincent i les Grenadines                  | · Cuba                                 | 3-0                                    | · Illes Caiman                         |                     |                     |
| Shell/Umbro Caribbean Cup |                                         |                                                   |                                                   |                                                   |                                        |                                        |                                        |                     |                     |
| 1996                      | Trinitat i Tobago                       | · Trinitat i Tobago                               | 2-0                                               | · Cuba                                            | · Martinica                            | 1-1 (3-2 pen.)                         | · Surinam                              |                     |                     |
| 1997                      | Antigua i Barbuda · Saint Kitts i Nevis | · Trinitat i Tobago                               | 4-0                                               | · Saint Kitts i Nevis                             | · Jamaica                              | 4-1                                    | · Grenada                              |                     |                     |
| Shell Caribbean Cup       |                                         |                                                   |                                                   |                                                   |                                        |                                        |                                        |                     |                     |
| 1998                      | Jamaica · Trinitat i Tobago             | · Jamaica                                         | 2-1                                               | · Trinitat i Tobago                               | · Haití                                | 3-2                                    | · Antigua i Barbuda                    |                     |                     |
| Copa Caribe               |                                         |                                                   |                                                   |                                                   |                                        |                                        |                                        |                     |                     |
| 1999                      | Trinitat i Tobago                       | · Trinitat i Tobago                               | 2-1                                               | · Cuba                                            | Haití · Jamaica                        | n/a                                    |                                        |                     |                     |
| 2001                      | Trinitat i Tobago                       | · Trinitat i Tobago                               | 3-0                                               | · Haití                                           | · Martinica                            | 1-0                                    | · Cuba                                 |                     |                     |
| Digicel Caribbean Cup     |                                         |                                                   |                                                   |                                                   |                                        |                                        |                                        |                     |                     |
| 2005                      | Barbados                                | · Jamaica                                         | lligueta                                          | · Cuba                                            | · Trinitat i Tobago                    | lligueta                               | · Barbados                             |                     |                     |
| 2007                      | Trinitat i Tobago                       | · Haití                                           | 2-1                                               | · Trinitat i Tobago                               | · Cuba                                 | 2-1                                    | · Guadalupe                            |                     |                     |
| 2008                      | Jamaica                                 | · Jamaica                                         | 2-0                                               | · Grenada                                         | · Guadalupe                            | 0-0 (5-4 pen.)                         | · Cuba                                 |                     |                     |
| 2010                      | Martinica                               | · Jamaica                                         | 1-1 (5-4 pen.)                                    | · Guadalupe                                       | · Cuba                                 | 1-0                                    | · Grenada                              |                     |                     |
| Caribbean Cup             |                                         |                                                   |                                                   |                                                   |                                        |                                        |                                        |                     |                     |
| 2012                      | Antigua i Barbuda                       | · Cuba                                            | 1-0                                               | · Trinitat i Tobago                               | · Haití                                | 1-0                                    | · Martinica                            |                     |                     |
| 2014                      | Jamaica                                 | · Jamaica                                         | 0-0 (4-3 pen.)                                    | · Trinitat i Tobago                               | · Haití                                | 2-1                                    | · Cuba                                 |                     |                     |
| Scotiabank Caribbean Cup  |                                         |                                                   |                                                   |                                                   |                                        |                                        |                                        |                     |                     |
| 2017                      | Martinica                               | · Curaçao                                         | 2-1                                               | · Jamaica                                         | · Guaiana Francesa                     | 1-0                                    | · Martinica                            |                     |                     |

## Palmarès
| Equip             | Títols                                             |
| ----------------- | -------------------------------------------------- |
| Trinitat i Tobago | 8 (1989, 1992, 1994, 1995, 1996, 1997, 1999, 2001) |
| Jamaica           | 6 (1991, 1998, 2005, 2008, 2010, 2014)             |
| Cuba              | 1 (2012)                                           |
| Haití             | 1 (2007)                                           |
| Martinica         | 1 (1993)                                           |
| Curaçao           | 1 (2017)                                           |